# University of Manitoba

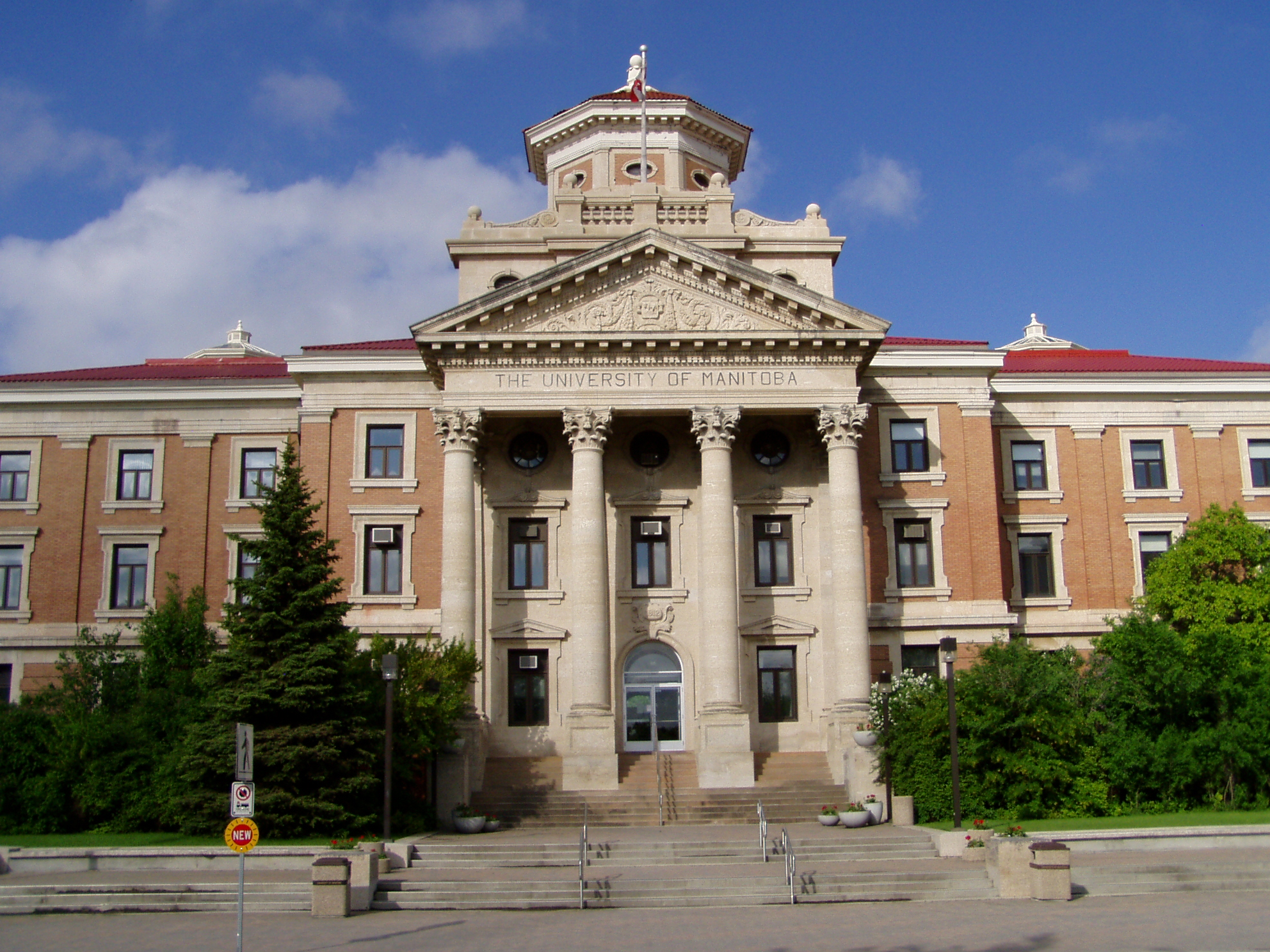
Administration Building

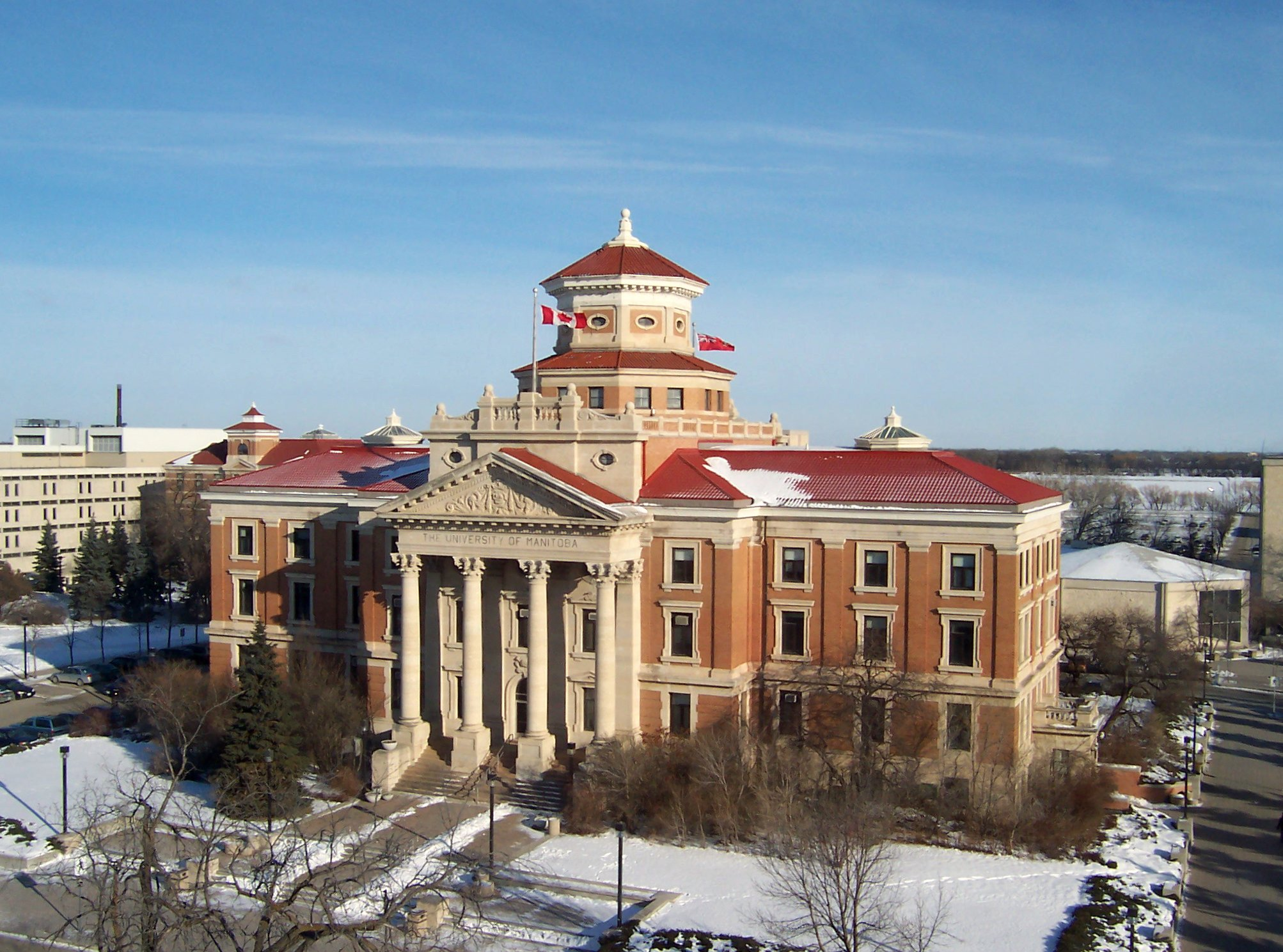
University of Manitoba's Administration Building

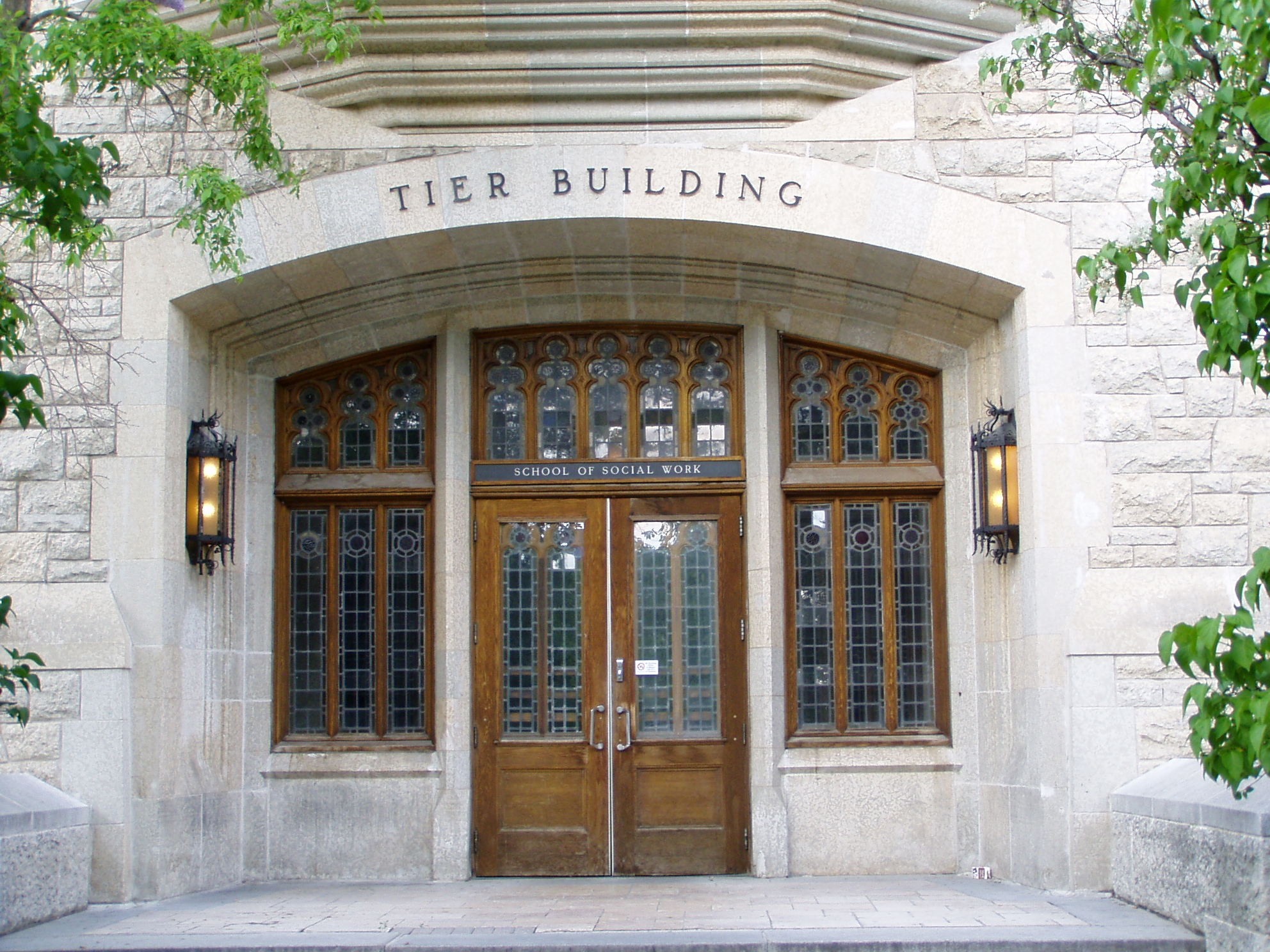
University of Manitoba Tier Building

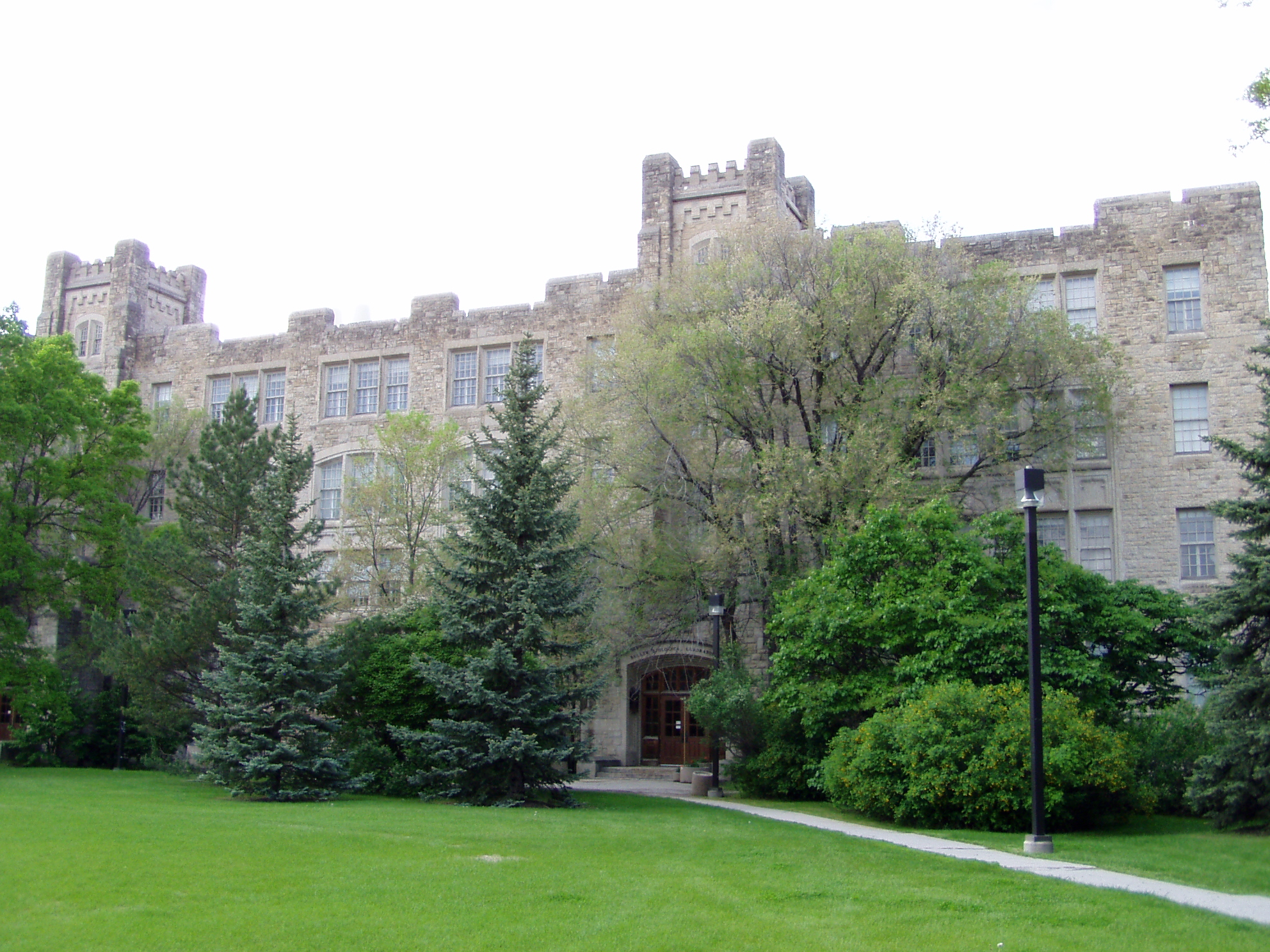
Biologie Laboratorien

Die University of Manitoba (UM) wurde 1877 von den drei Colleges St. Boniface College, St. John’s College und Manitoba College ins Leben gerufen, um den dortigen Studenten Hochschulgrade verleihen zu können. Die UM war die erste in Westkanada gegründete Universität.

## Geschichte
Das Parlament von Manitoba änderte 1900 das Universitätsgesetz (University Act), um die Unabhängigkeit der UM zu ermöglichen. So wurde dann 1904 auf dem Stadtgebiet von Winnipeg das erste Lehrgebäude errichtet. Die UM begann mit sechs Professoren, allesamt aus dem Bereich Wissenschaft.
Nachdem weitere Studienprogramme und Lehrgebäude sich hinzufügten, wechselte 1929 die UM ihren ständigen Sitz nach Fort Garry.
Seit der Gründung nahm die UM eine Reihe von Colleges in ihre genossenschaftliche und inhaltsorientierte Körperschaft auf. 1882 wurde das Manitoba Medical College aufgenommen, danach folgten:
- Methodist Church’s Wesley College im Jahr 1888
- Manitoba College of Pharmacy 1902
- Manitoba Agriculture College 1906
- St. Paul’s College 1931
- Brandon College 1938
- St. Andrew’s College 1981 (gegründet um das Priesteramt der Griechisch-orthodoxen Kirche zu lehren)

Die beiden Schulen, das Canadian Mennonite Bible College in Tuxedo, und das Canadian Nazarene College in Fort Garry, wurden von der UM als anerkannte Hochschulen ausgezeichnet. Im Jahr 1967 verlieh die Landesregierung von Manitoba den der UM angehörenden Schulen den Status „University“.
Dies war zum ersten das United College (entstand aus einer Fusionierung der beiden Schulen Wesley College und Manitoba College), woraus die University of Winnipeg wurde. Zum zweiten wurde aus dem Brandon College die Brandon University.
Das St. Boniface College und das St. John’s College, beide Gründungsschulen der Universität, sind bis heute der UM angehörig.
Das St. Boniface College, eine römisch-katholische Institution deren Wurzeln bis 1818 zurückreichen, ist die einzige französischsprechende Schule der UM-Genossenschaft. Es bietet Kurse an, die entweder in Französisch abgehalten werden, oder Kurse für Lehrpersonal die später eigene Kurse in Französisch geben wollen.
Das St. John’s College, dessen Geschichte bis 1820 zurückreicht, hat seine Akzente auf Kunst und Wissenschaft gesetzt. Neben weiteren Spezialstudien, bereitet es Studenten auf das Priesteramt der anglikanischen Kirche vor.

## Heute
Es gibt folgende Colleges:
- Collège universitaire de Saint-Boniface (University College of St. Boniface)
- St. John’s College
- St. Paul’s College
- St. Andrew's College
- University College

Es gibt 22 Fachbereiche, an denen Bachelor-, Master und Doktorgrade erreicht werden können:
- Agricultural and Food Sciences
- School of Agriculture
- Architecture
- School of Art
- Faculty of Arts
- Clayton H. Riddell Faculty of Environment, Earth, and Resources (Umweltwissenschaften)
- Faculty of Dentistry
- School of Dental Hygiene
- Faculty of Education
- Faculty of Engineering – Studenten können sich für eine der folgenden Spezialisierungen entscheiden: Biosystems Engineering, Civil Engineering, Computer Engineering, Electrical Engineering, Manufacturing Engineering und Mechanical Engineering
- Extended Education
- Faculty of Human Ecology
- I. H. Asper School of Business
- Faculty of Law
- Marcel A. Desautels Faculty of Music
- School of Medical Rehabilitation
- Faculty of Medicine
- Faculty of Nursing
- Faculty of Pharmacy
- Faculty of Kinesiology & Recreation Management
- Faculty of Science
- Faculty of Social Work
- Division of Extended Education

33 der Gebäude die am Universitätscampus der UM von Fort Garry stehen, werden hauptsächlich als Lehrgebäude genutzt.
Vier von diesen beherbergt folgende Schulen
- St. John’s College
- St. Paul’s College
- St. Andrew’s College
- University College

Die übrigen Gebäude werden für Laboratorien, Büros, Wohnheime und administratives genutzt.
Der zweite Universitätscampus beinhaltet einen Komplex von neun Gebäuden im Zentrum von Winnipeg. Sie beherbergen die medizinischen und zahnmedizinischen Abteilungen der Universität.

## Zahlen zu den Studierenden
Im Herbst 2020 waren an der University of Manitoba 31.020 Studierende eingeschrieben. Davon strebten 26.521 ihren ersten Studienabschluss an, sie waren also undergraduates. 3.795 arbeiteten auf einen weiteren Abschluss hin, sie waren postgraduates. 20,5 % der Studierenden waren internationale Studenten.
2008 hatte die Universität ungefähr 27.000 angemeldete Studenten, bei einem Personalstand von 2.348.

## Bekannte Absolventen
- Patricia Churchland (* 1943), kanadische Philosophin
- Frederick Philip Grove (1879–1948), deutsch-kanadischer Schriftsteller und Übersetzer
- Norman Cantor (1929–2004), US-amerikanischer Historiker
- Judith Evelyn (1909–1967), US-amerikanische Schauspielerin
- Phil Fontaine (* 1944), indianischer Stammesführer
- Venla Hovi (* 1987), finnische Eishockeyspielerin
- Marshall McLuhan (1911–1980), Kommunikations- und Literaturwissenschaftler
- Bruce Flatt, CEO von Brookfield Asset Management
- Eric Wright (1929–2015), kanadischer Schriftsteller und Hochschullehrer englischer Herkunft
- Bryan Joseph Bayda (* 1961), kanadischer Geistlicher, Bischof von Toronto
- Stephen Soroka (* 1951), Erzbischof von Philadelphia